# Zweite Kurilenstraße
Die Zweite Kurilenstraße (russisch Второй курильский пролив; Wtoroi kurilski proliw) ist eine schmale Meerenge in den nördlichen Kurilen. Sie trennt die beiden Inseln Paramuschir und Schumschu. Ihre Breite beträgt lediglich 1,8 km.
Sie verbindet das Ochotskische Meer mit dem Pazifischen Ozean.